# Lugabugten
Lugabugten (estisk: Lauga eller Luuga laht, votisk: Laukaa meri eller Oma meri, finsk: Laukaanlahti, russisk: Лужская губа) er en bugt i Finske Bugt.
Bugten er beliggende i den nordlige del af Ingermanland, Kurgalskij-halvøen adskiller den mod vest fra Narvabugten og Soikino-halvøen mod øst fra Koporjebugten. I bugten udmunder floderne Luga, Habolovka, Lužitsa og Võbja. Ved bugten ligger havnebyen Ust-Luga.
59°45′N 28°20′Ø / 59.75°N 28.33°Ø